# Tragostomoides pretiosus
Tragostomoides pretiosus – gatunek chrząszcza z rodziny kózkowatych i podrodziny zgrzypikowych. Jedyny przedstawiciel rodzaju Tragostomoides.

## Zasięg występowania
Afryka Środkowa i Wschodnia, notowany w Demokratycznej Republice Konga, Tanzanii, Malawi, Zambii i Zimbabwe.